# Italia en la Copa Mundial de Fútbol de 1998
La selección nacional de Italia fue uno de los 32 países participantes de la Copa Mundial de Fútbol de 1998, realizada en Francia.
Luego de llegar a la final de la Copa Mundial de Fútbol de 1994 y perder ante la selección de Brasil en penales, los italianos buscarían la victoria en las manos de Cesare Maldini. Italia quedó en el Grupo B, junto con Chile, Camerún y Austria. Un empate 2 a 2 con Chile complicaba la clasificación, pero Camerún y Austria igualmente empataron 1 a 1.
En el resto de la primera fase, los italianos vencieron tanto como a los cameruneses (3-0) como a los austriacos (2-1), quedando con 7 puntos como primeros de su grupo y logrando el pase a la segunda ronda.
En los octavos de final Italia se enfrentó a Noruega a quien venció 1 a 0 con un gol de Christian Vieri, siendo este su 5.º gol del mundial. En cuartos, los italianos se enfrentaron al anfitrión Francia, en el minuto 120', el marcador era 0-0 por lo que se recurrió a los penales. Un fallo final de Luigi Di Biagio con un travesaño, le daría la derrota y eliminación a Italia, dejándola con 11 puntos y de posición 5.ª.

## Jugadores
| #     | Nombre                | Posición      | Club               |
| ----- | --------------------- | ------------- | ------------------ |
| 1     | Francesco Toldo       | Portero       | Fiorentina         |
| 2     | Giuseppe Bergomi      | Defensa       | Inter de Milán     |
| 3     | Paolo Maldini         | Defensa       | Milán              |
| 4     | Fabio Cannavaro       | Defensa       | Parma              |
| 5     | Alessandro Costacurta | Defensa       | Milán              |
| 6     | Alessandro Nesta      | Defensa       | Lazio              |
| 7     | Gianluca Pessotto     | Defensa       | Juventus           |
| 8     | Moreno Torricelli     | Defensa       | Juventus           |
| 9     | Demetrio Albertini    | Mediocampista | Milán              |
| 10    | Alessandro Del Piero  | Delantero     | Juventus           |
| 11    | Dino Baggio           | Mediocampista | Lazio              |
| 12    | Gianluca Pagliuca     | Portero       | Inter de Milán     |
| 13    | Sandro Cois           | Mediocampista | Fiorentina         |
| 14    | Luigi Di Biagio       | Mediocampista | Inter de Milán     |
| 15    | Angelo Di Livio       | Mediocampista | Juventus           |
| 16    | Roberto Di Matteo     | Mediocampista | Chelsea            |
| 17    | Francesco Moriero     | Mediocampista | Inter de Milán     |
| 18    | Roberto Baggio        | Delantero     | Bologna            |
| 19    | Filippo Inzaghi       | Delantero     | Juventus           |
| 20    | Enrico Chiesa         | Delantero     | Parma              |
| 21    | Christian Vieri       | Delantero     | Atlético de Madrid |
| 22    | Gianluigi Buffon      | Portero       | Parma              |
| D. T. | Cesare Maldini        |               |                    |

## Partidos

### Primera fase
| Equipo  | Pts | PJ | PG | PE | PP | GF | GC | Dif |
| ------- | --- | -- | -- | -- | -- | -- | -- | --- |
| Italia  | 7   | 3  | 2  | 1  | 0  | 7  | 3  | +4  |
| Chile   | 3   | 3  | 0  | 3  | 0  | 4  | 4  | 0   |
| Austria | 2   | 3  | 0  | 2  | 1  | 3  | 4  | -1  |
| Camerún | 2   | 3  | 0  | 2  | 1  | 2  | 5  | -3  |

| 11 de junio de 1998, 17:30 | Italia                        | 2:2 (1:1) | Chile            | Parc Lescure, Burdeos                                                  |                                                                        |
|                            | Vieri 11' · Baggio (pen.) 84' | Reporte   | Salas 45+3', 48' | Asistencia: 31.800 espectadores Árbitro(s): Lucien Bouchardeau (Níger) | Asistencia: 31.800 espectadores Árbitro(s): Lucien Bouchardeau (Níger) |

| 17 de junio de 1998, 21:00 | Italia                        | 3:0 (1:0) | Camerún | Stade de la Mosson, Montpellier                                       |                                                                       |
|                            | Di Biagio 7' · Vieri 75', 89' | Reporte   |         | Asistencia: 29.800 espectadores Árbitro(s): Edward Lennie (Australia) | Asistencia: 29.800 espectadores Árbitro(s): Edward Lennie (Australia) |

| 23 de junio de 1998, 16:00 | Italia                 | 2:1 (0:0) | Austria      | Stade de France, Saint-Denis                                         |                                                                      |
|                            | Vieri 48' · Baggio 90' | Reporte   | Herzog 90+2' | Asistencia: 80.000 espectadores Árbitro(s): Paul Durkin (Inglaterra) | Asistencia: 80.000 espectadores Árbitro(s): Paul Durkin (Inglaterra) |

### Octavos de final
| 27 de junio de 1998, 16:30 | Italia    | 1:0 (1:0) | Noruega | Stade Vélodrome, Marsella                                              |                                                                        |
|                            | Vieri 18' | Reporte   |         | Asistencia: 55.000 espectadores Árbitro(s): Bernd Heynemann (Alemania) | Asistencia: 55.000 espectadores Árbitro(s): Bernd Heynemann (Alemania) |

### Cuartos de final
| 3 de julio de 1998, 16:30 | Italia | 0:0     | Francia | Stade de France, Saint-Denis                                      |                                                                   |
|                           |        | Reporte |         | Asistencia: 77.000 espectadores Árbitro(s): Hugh Dallas (Escocia) | Asistencia: 77.000 espectadores Árbitro(s): Hugh Dallas (Escocia) |

| Tiros desde el punto penal |                            |     |                          |           |
| R. Baggio                  | Acierto de penal           | 1:1 | Acierto de penal         | Zidane    |
| Albertini                  | Fallo de penal (Atajado)   | 1:1 | Fallo de penal (Atajado) | Lizarazu  |
| Costacurta                 | Acierto de penal           | 2:2 | Acierto de penal         | Trezeguet |
| Vieri                      | Acierto de penal           | 3:3 | Acierto de penal         | Henry     |
| Di Biagio                  | Fallo de penal (Travesaño) | 3:4 | Acierto de penal         | Blanc     |
|                            |                            |     |                          |           |

### Participación de jugadores
| #  | Nombre                | Posición      | PJ | Min |   | Asist | Tiros  | Faltas |   |   |
| -- | --------------------- | ------------- | -- | --- | - | ----- | ------ | ------ | - | - |
| 2  | Giuseppe Bergomi      | Defensa       | 3  | 296 | 0 | 0     | 1      | 8-6    | 1 | 0 |
| 3  | Paolo Maldini         | Defensa       | 5  | 480 | 0 | 0     | 3      | 9-8    | 2 | 0 |
| 4  | Fabio Cannavaro       | Defensa       | 5  | 480 | 0 | 0     | 3      | 12-7   | 1 | 0 |
| 5  | Alessandro Costacurta | Defensa       | 5  | 480 | 0 | 0     | 2      | 7-9    | 2 | 0 |
| 6  | Alessandro Nesta      | Defensa       | 3  | 184 | 0 | 0     | 1      | 4-5    | 0 | 0 |
| 7  | Gianluca Pessotto     | Defensa       | 2  | 297 | 0 | 0     | 1      | 6-4    | 0 | 0 |
| 8  | Moreno Torricelli     | Defensa       | 0  | 0   | 0 | 0     | 0      | 0-0    | 0 | 0 |
| 9  | Demetrio Albertini    | Mediocampista | 4  | 303 | 0 | 0     | 7      | 7-9    | 0 | 0 |
| 10 | Alessandro Del Piero  | Delantero     | 4  | 242 | 0 | 1     | 9      | 4-5    | 1 | 0 |
| 11 | Dino Baggio           | Mediocampista | 5  | 422 | 0 | 0     | 6      | 5-8    | 0 | 0 |
| 13 | Sandro Cois           | Mediocampista | 0  | 0   | 0 | 0     | 0      | 0-0    | 0 | 0 |
| 14 | Luigi Di Biagio       | Mediocampista | 5  | 423 | 1 | 0     | 5      | 9-2    | 2 | 0 |
| 15 | Angelo Di Livio       | Mediocampista | 4  | 125 | 0 | 0     | 2      | 5-2    | 1 | 0 |
| 16 | Roberto Di Matteo     | Mediocampista | 2  | 85  | 0 | 0     | 2      | 4-6    | 0 | 0 |
| 17 | Francesco Moriero     | Mediocampista | 4  | 456 | 0 | 1     | 5      | 7-5    | 1 | 0 |
| 18 | Roberto Baggio        | Delantero     | 4  | 226 | 2 | 2     | 11     | 4-4    | 0 | 0 |
| 19 | Filippo Inzaghi       | Delantero     | 2  | 49  | 0 | 1     | 2      | 1-2    | 0 | 0 |
| 20 | Enrico Chiesa         | Delantero     | 2  | 41  | 0 | 0     | 0      | 1-1    | 0 | 0 |
| 21 | Christian Vieri       | Delantero     | 5  | 431 | 5 | 0     | 20     | 7-8    | 0 | 0 |
| #  | Nombre                | Posición      | PJ | Min |   | Prom. | Atajos | Faltas |   |   |
| 1  | Francesco Toldo       | Portero       | 0  | 0   | 0 | 0     | 0      | 0-0    | 0 | 0 |
| 12 | Gianluca Pagliuca     | Portero       | 5  | 480 | 3 | 0     | 29     | 0-1    | 0 | 0 |
| 22 | Gianluigi Buffon      | Portero       | 0  | 0   | 0 | 0     | 0      | 0-0    | 0 | 0 |